# Peduncle cerebral
Els peduncles cerebrals són les dues tiges que uneixen el cervell al tronc cerebral. Són estructures a la part davantera del mesencèfal que sorgeixen de la protuberància ventral i contenen els grans tractes nerviosos ascendents (sensorials) que van des de la protuberància al cervell, i descendents (motors) des del cervell a la protuberància. Principalment, les tres zones comunes que donen lloc als peduncles cerebrals són el escorça cerebral, la medul·la espinal i el cerebel. La regió inclou (aproximadament, de davant a darrere) el peu del peduncle, el tegment i l'àrea pretectal. Per aquesta definició, els peduncles cerebrals també es coneixen com a pedunculi base, mentre que el gran feix ventral de tractes de fibres eferents es coneix com a peu del peduncle.
Els peduncles cerebrals es troben a banda i banda del mesencèfal i són la part més davantera del mesencefàlic, i actuen com a connectors entre la resta del mesencèfal i els nuclis talàmics i, per tant, el cervell. En conjunt, els peduncles cerebrals ajuden a perfeccionar els moviments motors, aprendre noves habilitats motrius i convertir la informació propioceptiva en equilibri i manteniment de la postura.
El dany als peduncles cerebrals provoca habilitats motrius no refinades, desequilibri i manca de propiocepció.